# Норман-Уокер, Хью Селби
Сэр Хью Селби Норман-Уокер (англ. Sir Hugh Selby Norman-Walker, 17 декабря 1916, Лондон, Великобритания — 28 августа 1985, Фарли, Уилтшир, Великобритания) — британский государственный и колониальный деятель, и. о. губернатора Гонконга (1971), губернатор Сейшельских островов (1967—1969).

## Биография
Окончил кембриджский Corpus Christi College, получив степень магистра гуманитарных наук.
- 1938—1948 гг. служил на различных должностях в колониальной администрации Индии.
- 1949—1952 гг. — став сотрудником британского министерства по делам колоний, последовательно занимал должности административного сотрудника и помощника секретаря в Ньясаленде,
- 1953 г. — прикомандирован к Кабинету Управления Федерации Родезии и Ньясаленда,
- 1954—1960 гг. — секретарь по вопросам развития,
- 1960—1961 гг. — заместитель секретаря по вопросам финансов,
- 1961—1965 гг. — секретарь министерства финансов Ньясаленда.

В 1965 г. после провозглашения независимости страны под названием Малави он был направлен в качестве уполномоченного представителя (Her Majesty’s Commissioner) её Величества в протекторат Бечуаналенд. На этом посту он готовил переход к независимости и уже в 1966 г. было образовано новое независимое государство Ботсвана.
- 1967—1969 гг. — губернатор Сейшельских островов. На этот период пришелся спад островной экономики. В качестве одной из мер выхода из кризиса губернатор видел в развитии туризма. Для этого он последовательно добивался строительства нового международного аэропорта, ставший после его открытия в 1972 г. королевой Елизаветой II одним из наиболее важных аэропортов в регионе.

Кроме того, Норман-Уокер поддерживал политическую реформу нацеленную на введение при проведении выборов в Законодательный совет всеобщего избирательного права. Эта инициатива была реализована в декабре 1967 г. Это стало важным шагом к автономии Сейшельских островов, предоставленной в 1970 г.
- 1969—1973 гг. — колониальный секретарь, одновременно в 1971 г. — и. о. губернатора Гонконга. Его деятельность была главным образом сосредоточена на реализации планов ао социальной, промышленной и коммерческой застройке территории. Однако, как отмечали наблюдатели, принципы работы опытного колониального администратора Норман-Уокера не вписывались в модернизаторскую политику нового губернатора Кроуфорда Маклехоуса. И в 1973 г. было объявлено об его отставке.

В 1973 г. Норман-Уокер должен был занять пост лейтенанта-губернатора острова Мэн. Однако, когда жена отказалась сопровождать его к месту нового назначения, Норман-Уокер отказался от предложенной должности. Новых предложений после этого не последовало.
До пенсии он пробыл в Англии, а в 1976 г. он стал председателем совета по плану развития (Structure Plan Panel) острова Уайт.